# Clematis hirsutissima
Clematis hirsutissima es una especie de arbusto de la familia de las ranunculáceas. Es originaria de Norteamérica.

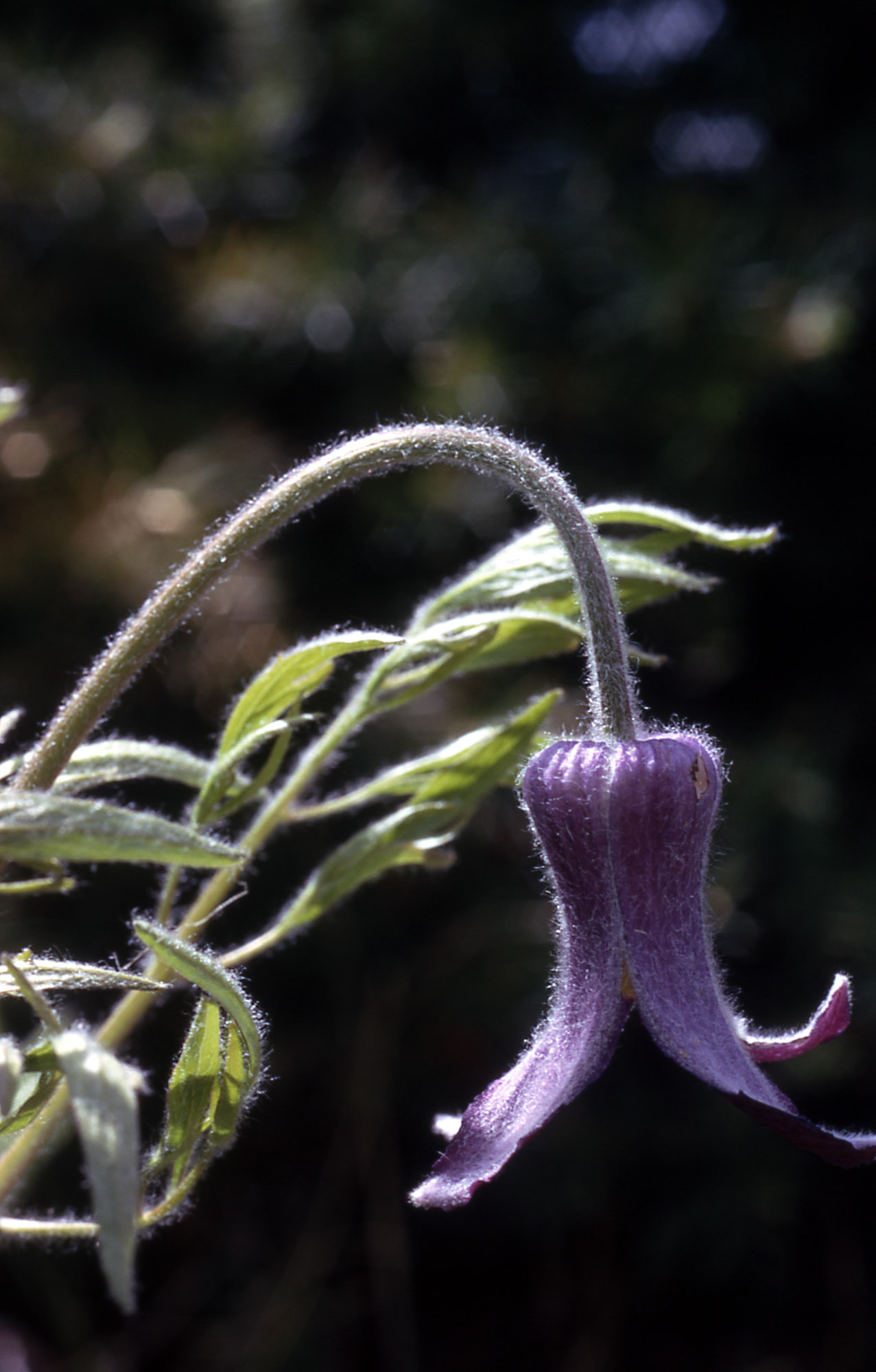
Detalle de la flor

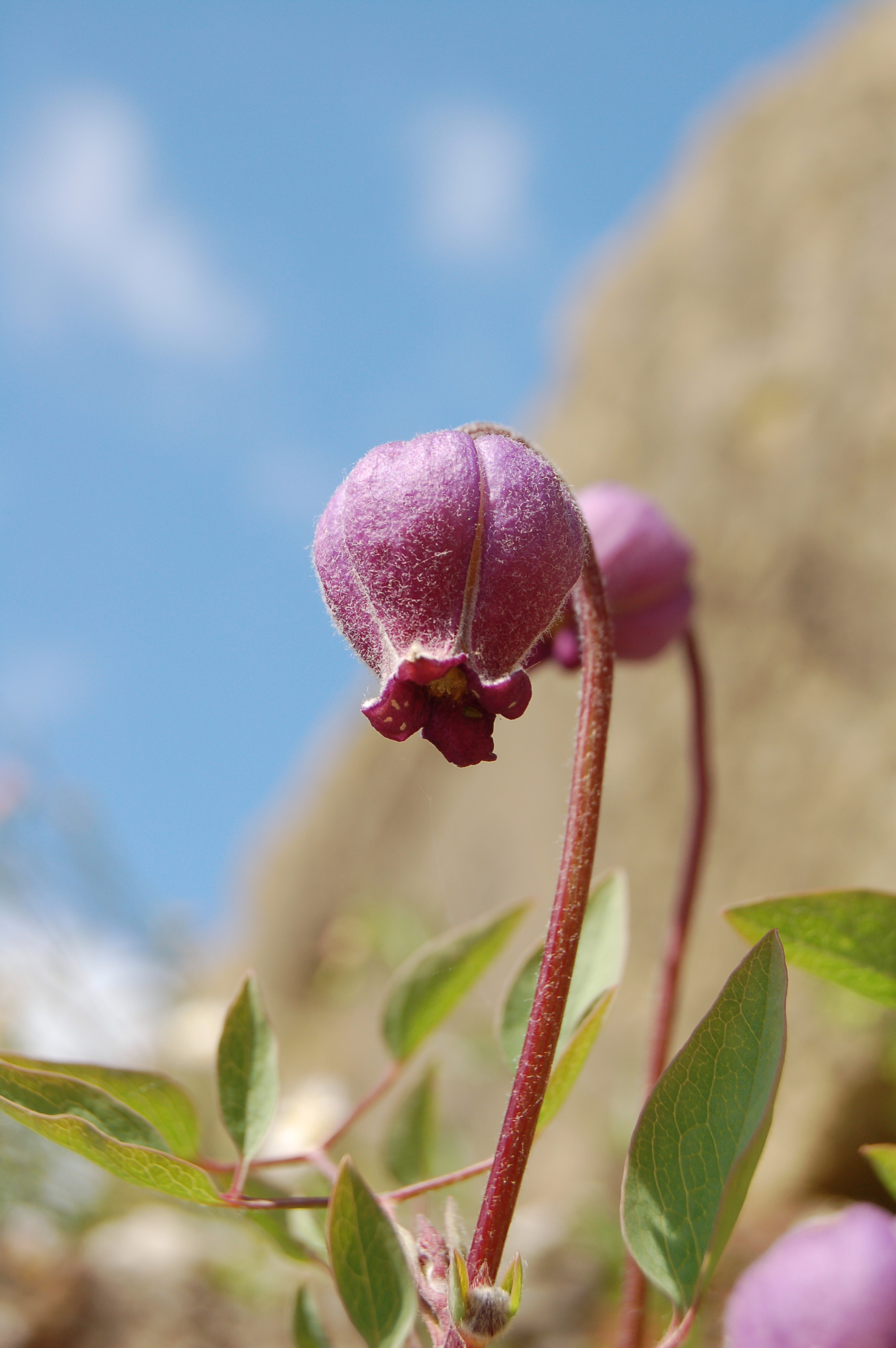
Detalle de planta

## Descripción
Es una planta pequeña, erecta, que, a diferencia de otros Clematis, por lo general no es trepadora. Es bastante variable en apariencia, especialmente a través de sus variedades. En general, el tallo es velloso y alcanza hasta aproximadamente medio metro de altura y tiene muchas hojas velludas divididas en lóbulos en forma de lanza. La inflorescencia aparece en la punta del vástago y lleva una flor solitaria. La flor se compone de una copa en forma de urna con los sépalos de un profundo color púrpura-azuladp, que son difusos y tienen las puntas redondeadas. Algunas plantas son raras y tienen sépalos de color blanco o rosado. No tiene pétalos verdaderos. El fruto es un peludo aquenio con un pico muy largo y  pluma en su extremo.

## Distribución
Es nativa de la mayor parte del oeste de los Estados Unidos, desde Washington a Nebraska.

## Taxonomía
Clematis hirsutissima fue descrita por Frederick Traugott Pursh y publicado en Flora Americae Septentrionalis; or,... 2: 385. 1814[1813].
Etimología
Clematis: nombre genérico que proviene del griego klɛmətis. (klématis) "planta que trepa".
hirsutissima: epíteto latino que significa "la más peluda".
Híbridos
- Clematis × globulosa hort.
- Clematis × vernalis Lemoine

Sinonimia
- Clematis arizonica A.Heller
- Clematis bakeri Greene
- Clematis bigelovii var. arizonica (A.Heller) Tidestr.
- Clematis douglasii Hook.
- Clematis douglasii f. brevisepala Kuntze
- Clematis douglasii var. erectisepala Kuntze
- Clematis douglasii subsp. jonesii Kuntze
- Clematis douglasii f. pulsatilloides Kuntze
- Clematis douglasii var. rosea (Cockerell) Cockerell
- Clematis douglasii subsp. wyethii (Nutt. ex Torr. & A.Gray) Kuntze
- Clematis eriophora Rydb.
- Clematis jonesii Rydb.
- Clematis scottii var. eriophora (Rydb.) Tidestr.
- Clematis wyethii Nutt.
- Coriflora hirsutissima (Pursh) W.A.Weber
- Viorna arizonica (A. Heller) A. Heller
- Viorna bakeri (Greene) Rydb.
- Viorna douglasii (Hook.) Cockerell
- Viorna eriophora (Rydb.) Rydb.
- Viorna hirsutissima (Pursh) A. Heller
- Viorna wyethii (Nutt.) Rydb.[4]